# Mannie Fresh
Mannie Fresh, nome artístico de Byron O. Thomas (Nova Orleans, 20 de março de 1969), é um cantor e produtor de hip-hop norte-americano, da Cash Money Records. É considerado o  artista mais conhecido devido seus trabalhos produzidos para Cash Money Records do ano de 2003 até 2005. Com apenas nove anos de idade já era DJ de sua cidade, tocava e arrasava em festas e clubes. No ano de 1980 passou a fazer uma grande parceria em New Orleans, com o rapper MC Gregory D., e no ano de 1987 gravaram o primeiro trabalho juntos e após gravarem três álbuns juntos. Mannie Fresh recebeu uma proposta irrecusável para ele, ser o produtor da gravadora Cash Money Records. Desde esse convite, o rapper passou a levar grandes nomes até o sucesso, devido a seu trabalho.

## Discografia

### Álbuns
- 2004: The Mind of Mannie Fresh
- 2009: Return of the Ballin

### Singles
- Real Big (#72 em Billboard Hot 100)[6]